# Día de Txitxiburduntzi
Día de Txitxiburduntzi, en euskera Txitxiburduntzi eguna, es una antigua tradición del País Vasco.

## Tradición
El día de Txitxiburduntzi es una celebración que se llevaba a cabo en numerosos lugares del País Vasco antes de la Cuaresma, concretamente el domingo anterior al domingo de Carnaval. 
Ese día se iba al monte, se preparaba una hoguera, y allí se asaban al fuego carne (“txitxi”), chorizo, chistorra y otros productos de la matanza, ensartados en un palo (“burduntzi” o “burruntzi”). 
En la actualidad, ya no se celebra la matanza, pero esta tradición (ir al monte el mencionado día y comer los alimentos allí cocinados) se mantiene viva en diferentes pueblos de nuestro entorno, estando bastante extendida entre los centros escolares. Hoy día, y cada vez más, también se utilizan sustitutos vegetales u hortalizas, por motivos éticos, de salud o medio-ambientales. 
Se celebra por grupos de amigos o familiares, y en algunos lugares se organizan romerías con festejos, juegos, música y bailes.
Se podría decir también que, en cierto modo, con este día se inician los festejos de carnaval (en algunos sitios el día de Txitxiburduntzi también se celebra el Jueves Gordo de Carnaval). 

## Variantes
Este día recibe diferentes nombres según el lugar:
- Txitxiburduntzi
- Kanporamartxo
- Sasimartxo
- Basokoipetsu
- Kanpamartxo
- Txitxiburruntzi
- Sasikoipetsu
- Basatoste
- Basaratoste
- Basaratuste
- Sarteneko